# Droga krajowa B168 (Niemcy)
Droga krajowa nr 168 (niem. Bundesstraße 168) – niemiecka droga krajowa w Brandenburgii. Droga ta biegnie od Eberswalde przez Fürstenwalde/Spree aż do Chociebuża. Drogą B168 nie biegnie żadna trasa europejska.

## Ważniejsze miejscowości leżące na trasie B168
- Eberswalde – początek trasy (B167)
- Tiefensee
- Müncheberg (B1, B5)
- Fürstenwalde/Spree (węzeł z A12)
- Beeskow (B87, B246)
- Friedland (Niederlausitz)
- Lieberose (B320)
- Peitz
- Chociebuż (B169)